# 我的見鬼女友
《我的見鬼女友》（韓語：오싹한 연애），是一部2011年上映的韓國電影。

## 劇情介紹
講述能見到鬼魂的古怪女子汝麗與人氣魔術師兆邱兩人之間驚悚又浪漫的愛情故事。
-
偶然的机会，街头魔术师马兆邱（李民基饰）结识了面带忧郁和惆怅女子姜予丽（孙艺珍饰）。予丽的神情给了他无限启发，他邀请予丽与之合作，共同编排的鬼魂表演引起巨大的轰动，整个团队都热情高涨，但是予丽从不参加团队的庆功宴，在马兆邱的话语的前后夹击下好不容易参加还大量酗酒，胡言乱语，把马兆邱的衣服撕烂了，闹得场面分外尴尬。
在此之后，兆邱反而对予丽更加感兴趣，他尝试走入予丽的家中，却发现这个女孩身边却充满了可以看到的鬼魂。更可怕的是，鬼魂也跟在了兆邱的身边。以此为契机，两个完全有着不同人生的人彼此渐渐了解，兆邱也开始了解予丽悲惨的过去。

## 演員陣容
- 孫藝真 飾 汝麗（粵語配音：黃昕瑜)
- 李民基 飾 兆邱（粵語配音：曹啟謙)
- 朴哲民 飾 必東（粵語配音：劉昭文)
- 金賢淑 飾 敏貞（粵語配音：梁少霞)
- 李美度 飾 有珍（粵語配音：黃玉娟)
- 尹智敏 飾 善宇 （粵語配音：曾佩儀)
- 黃勝妍 飾 李朱禧（粵語配音：羅孔柔)
- 李現填 飾 基佑（粵語配音：陳灝瑋)
- 嚴泰谷 飾

## 外部連結
- NAVER電影 （页面存档备份，存于）
- 豆瓣电影上《我的見鬼女友》的資料 （简体中文）